# دروييا (آن)
دروييا (بالفرنسية: Druillat)‏ هي بلدية فرنسية تقع في إقليم الآن في فرنسا. رمز إنسي لها هو:1151. أما الرمز البريدي لها فهو: 1160.